# Comuna Ciornopillea, Bilohirsk
Ciornopillea (în ucraineană Чорнопілля) este o comună în raionul Bilohirsk, Republica Autonomă Crimeea, Ucraina, formată din satele Ciornopillea (reședința), Dozorne, Kîzîlivka și Uleanivka.

## Demografie
Componența lingvistică a comunei Ciornopillea
     Rusă (50,88%)
     Tătară crimeeană (37,54%)
     Ucraineană (8,02%)
     Greacă (1,52%)
     Alte limbi (0,05%)
Conform recensământului din 2001, majoritatea populației comunei Ciornopillea era vorbitoare de rusă (50,88%), existând în minoritate și vorbitori de tătară crimeeană (37,54%), ucraineană (8,02%) și greacă (1,52%).